# Haus Werthplatz 5–7–9

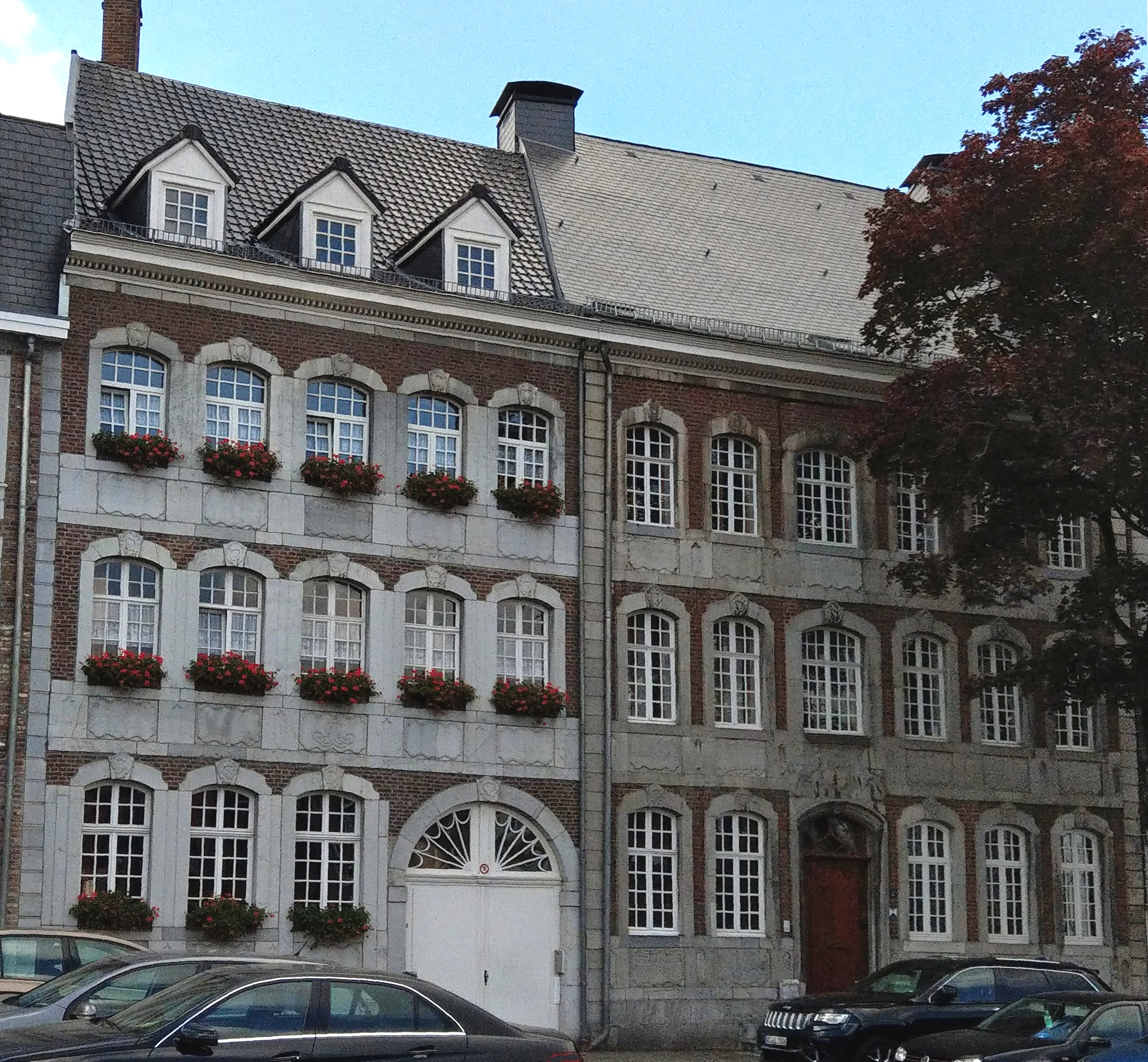
Fassade des Hauses Werthplatz 5 und 7–9 (links)

Das Haus Werthplatz 5–7–9 ist ein ehemaliges Patrizierhaus in der belgischen Stadt Eupen. Das Herrenhaus eines Tuchfabrikanten wurde 1747 erbaut und ist seit dem 10. Mai 1983 als Kulturdenkmal geschützt. Am 19. Juli 2013 wurde der Erlass von 1983 dahingehend abgeändert, dass das Haus mit den umgebenden Gebäuden und Rückgebäuden des gesamten Blocks zwischen Gospertstraße, Auf’m Hund und Hisselsgasse sowie den Hausfassaden des gesamten Werthplatzes in einen Denkmal-„Schutzbereich“ aufgenommen wurde.
Das Gebäude dient heute noch als Wohnhaus.

## Lage
Das Haus wurde am weitläufigen Werthplatz erbaut, Werth ist als Bezeichnung für Binneninseln gebräuchlich. Dort wurde früher der Gospertbach aufgestaut, der sich dort verzweigte und eine Insel umfasste. Nördlich schließt sich das ebenfalls denkmalgeschützte Haus Mennicken (Werthplatz 1–3) an, südlich die Nummer 11, ein vergleichbares Gebäude, das jedoch modern überformt wurde. Die Tuchmacherhäuser sind Teil der Wollroute.

## Geschichte
Das Patrizierhaus eines Tuchfabrikanten wurde 1747, nach Abriss der Vorgängerbauten, errichtet. Drei Jahre zuvor hatte Johann Aegidius de Grand Ry nördlich anschließend ein ähnliches Wohn- und Geschäftshaus erbaut. Werthplatz 5–9 bestand ursprünglich aus zwei Teilen. Bauherr war die Familie Römer, die es 1836 an Wilhelm Peters (1814–1889) verkaufte, der dort eine erste Lohnweberei einrichtete. Nach der Verlegung seines Unternehmens in die Eupener Unterstadt kam es bis heute im Haus Werthplatz zu mehrmaligen Besitzwechsel.

## Beschreibung
Das Herrenhaus rechts zeigt sechs Fensterachsen, die dritte ist für den Eingang verbreitert. Das Bauwerk links hat fünf Achsen mit ehemals mittigem Eingang, die vierte und fünfte Achse ist noch heute die Wagendurchfahrt. Über einem Blausteinsockel erheben sich drei Geschosse in abnehmender Höhe. Blaustein und Ziegel gliedern das Bauwerk. Die Fassaden sind einheitlich gestaltet und jeweils durch Eckquader in gerader Folge begrenzt.
Die Fenstergewänder sind aufwändig in Blaustein gestaltet. Sie haben einen stichbogigen Sturz mit angeschnittenen Kanten, die Keilsteine sind ausgebaucht und mit Rocaillen geschmückt. Die gesimsartigen durchgezogenen Sohlbänke sind über die ganze Fassade verlängert. Eine weitere Gliederung und Belebung erfährt die Fassade durch ausgesägte Kartuschen in den Fensterbrüstungen. Die Fenster haben die kleinteilige Teilung des 18. Jahrhunderts mit dünnen Sprossen. Bis Mitte der 1963-Jahre befand sich auf dem Haus noch eine mit Schiefer
gedeckte Dachlaterne, die jedoch wegen Einsturzgefahr im Rahmen einer umfangreichen Gebäuderenovierung entfernt werden musste.
Eine breite, ausgebauchte Vortreppe aus Blaustein mit fünf Stufen führt zur Eingangstür. Ihr Rahmen ist profiliert und ungeohrt. Über der Tür mit einem geschnitzten Oberlicht des 19. Jahrhunderts befindet sich das Allianzwappen Römer-Thimus und die Jahreszahl 1747 umgeben von Voluten, Rocailledekor und Kartuschen unter einem kleinen Gesims. Die linke Seite zeigt über der ehemaligen Tür ein gefälliges Monogramm in der Kartusche der darüber liegenden Brüstung: A R für Arnold Römer. Die Wageneinfahrt hat einen Rundbogen mit Oberlicht. Die Satteldächer sind neu eingedeckt. Unter der profilierten, hölzernen Dachrinne vom Ende des 19. Jahrhunderts befindet sich ein Steingesims.
Die Rückfassaden haben fünf und drei Achsen und sind in Sand- bzw. Blaubruchstein  mit Blausteinrahmungen einfach, jedoch im Nordteil harmonisch gestaltet. Die Eckquader zeigen Zahnschnittfolge aus Blaustein. Fensterläden sind nicht mehr vorhanden.
Für die Verarbeitung der Tuche und als Lagerhaus diente ein rechtwinklig südlich des Komplexes angesetzter rechtwinkliger Bau mit vierzehn Achsen, ein so genannter Schererwinkel. Die Keilsteine sind mit 1790 datiert. Er hat drei Wagendurchfahrten und links zwei und rechts drei Geschosse. Später wurde auch dieser Gebäudeteil zu Wohnungen umgebaut.
Im Inneren der Gebäude finden sich noch alte, kostbare Ausstattungselemente wie reich verzierte Holzvertäfelungen, schmuckvolle Türen und Kamine sowie schwungvolle und bis in das Obergeschoss führende Balustertreppen.